# Ист Вар (Вермонт)
Ист Вар (енгл. East Barre) насељено је место без административног статуса у америчкој савезној држави Вермонт.

## Демографија
По попису из 2010. године број становника је 826.
| Група             | 2000.    | 2010.       |
| Белци             | 0 (0,0%) | 794 (96,1%) |
| Афроамериканци    | 0 (0,0%) | 10 (1,2%)   |
| Азијати           | 0 (0,0%) | 1 (0,1%)    |
| Хиспаноамериканци | 0 (0,0%) | 17 (2,1%)   |
| Укупно            | 0        | 826         |